# Fontaine du Coq
La fontaine du Coq es una fuente al final de la Avenue du Coq, una calle sin salida corta en el distrito 9 de París, Francia.

## Descripción
Es una pequeña fuente de bronce, empotrada en un bóveda de piedra que vierte agua en un pequeño estanque circular, también de piedra. El perímetro de la parte abovedada está decorado con un friso con un patrón de conchas, rematado por un bajorrelieve de un pez que lleva un tridente.

## Historia
Se erige en los terrenos del antiguo Château des Porcherons, del que sería el último elemento restante. Este castillo fue construido en el siglo XIII por la familia Porcheron, luego habitado por la familia Le Coq, quienes adquirieron la propiedad alrededor de 1380. Transformado en locura en el siglo siglo XVIII, fue abandonado durante la Revolución francesa, y  finalmente destruido en 1854 durante las trabajos haussmanianos. Se subdividió el terreno y se realizó el trazado de la Avenue du Coq hasta la fuente, erigiéndose esta última en el límite entre dos parcelas catastrales.